# صوفي دي كوندورسيه
صوفي دي كوندورسي (بالفرنسية: Sophie de Condorcet)‏ه (1764 في ميولان- 8 سبتمبر1822 في باريس)، والمعروفة باسم مدام دي كوندورسيه، كانت مضيفة صالون أدبي بارزة من عام 1789 إلى عهد الإرهاب، ومرة أخرى من عام 1799 حتى وفاتها في عام 1822. كانت زوجة، ثم أصبحت أرملة لعالم الرياضيات والفيلسوف نيكولا دي كوندروسيه، الذي تُوفي خلال عهد الإرهاب. بالرغم من وفاته، ونفي شقيقها المارشال إيمانويل، ماركيز دي غروشي بين عامي 1815 و1821، إلا أنها حافظت على هويتها الخاصة وكانت حسنة العلاقات ومؤثرة قبل وفي أثناء وبعد الثورة الفرنسية.
كانت مدام دي كوندوسيه معروفة بقلبها الطيب وجمالها وعدم اكتراثها بأصول الشخص الطبقية أو الاجتماعية. على عكس زميلتها الجيرونديه، المضيفة مدام رولاند، كانت الصالونات الادبية لمدام دي كوندورسيه تضم دائمًا نساء أخريات، لا سيما أوليمب دي غوج (وهي كاتبة مسرحية فرنسية وناشطة سياسية). كانت دي كوندورسيه أيضًا كاتبة ومترجمة بحد ذاتها، وقد تلقت تعليمًا عاليًا ليلًا ونهارًا، وتحدثت اللغة الإنكليزية والإيطالية بطلاقة. وقد أنتجت ترجمات مؤثرة لتوماس بين وآدم سميث.

## خلفية ومعلومات شخصية
ولدت ماري لويز صوفي دي غروشي ابنة لـ فرانسوز جاك دي غروشي، أول ماركيز دي غروشي (ولد في عام 1715) وزوجته المفكرة ماري غليربت هنرييت فريتو دي بيني، ابنة ميشيل لويس فريتو دي بيني، الحاكم دي فو لو بينيل. في عام 1786، تزوجت صوفي دي غروشي من عالم الرياضيات والفيلسوف الشهير ماري جان أنطوان نيكولاس دي كاريتات، ماركيز دي كوندورسيه (17سبتمبر1743 وحتى 28-29 مارس 1794) وهي ذات 21-22 عامًا، كانت ذات جمال معترف به، كان زوجها يبلغ من العمر 42 وكان مفتشًا عامًا في وزارة الداخلية وأكاديميًا فرنسيًا بارزًا. وعلى الرغم من وجود فارق عمر بينهما 20 سنة، إلا أنهما اشتركا في العديد من المصالح الفكرية وحظيا بزواج قوي وسعيد.

## الصالون الأدبي
بعد زواجها، افتتحت مدام دي كوندورسيه صالونًا أدبيًا شهيرًا في فندق دي مونايس في باريس، مقابل متحف اللوفر، وفي وقت لاحق في شارع رو دي ليل في باريس، بمشاركة العديد من الزوار الأجانب، بما في ذلك توماس جيفرسون، والأرستقراطي البريطاني تشارلز ستانهوب، إيرل ستانهوب الثالث، وديفيد موراي، وفيزكونت ستورمونت السابع (إيرل مانسفيلد الثاني لاحقًا)، والاقتصادي آدم سميث، وماركيز دي بيكاريا، وتورغت، والكاتب بيبر بومارشيه، والكاتبة أوليمب دو غوج، والكاتبة والمضيفة جيرمين دي ستاري والعديد من الفلاسفة الفرنسيين. لعب هذا الصالون دورًا مهمًا في صعود حركة جيروندان التي أيدت حقوق المرأة.
سمحت صوفي دي كوندورسيه للسيركل الاجتماعي (وهي جمعية تهدف إلى المساواة في الحقوق السياسية والقانونية للمرأة) بالاجتماع في منزلها. وكان من بين أعضائها المدافعة عن حقوق المرأة أوليمب دي غوج التي نشرت بيان حقوق المرأة والمواطنة. وقد قيل إن اهتمام صوفي دي كوندورسيه الخاص بحقوق المرأة كان دفاعًا عن حجج زوجها من أجل زيادة حقوق المرأة في المقال المؤلف من عشر صفحات بعنوان «قبول المرأة في القانون الدولي» في 3يوليو/ تموز 1790. لسوء الحظ، لم يكن لهذا المقال تأثير كبير في يومه، حيث طغت عليه المقالات الأكثر حماسًا من قبل المناصرة لحقوق المرأة ماري وولستونكرافت (التي زارت باريس من عام 1791 إلى 1793) ودي غوتشي، الذي حضر بعض الصالونات الأدبية لمدام دي كوندورسيه.

## نفي وموت ماركيز دي كوندروسيه
تذكر كلير تومالين حياة وموت ماري ولستوونكرافت وتاريخه المحزن. ندد الماركيز دي كوندورسيه بدستور يعقوب الجديد الذي لم يكن لديه ضمانات من النوع الذي يتوقعه هو وجيروندين، ثم اختبأ لمدة ثمانية أشهر. وكانت زوجته تزوره سرًا إلى جانب أصدقائه، وقد شجعته دي كوندورسيه على مواصلة الكتابة في أثناء الاختباء. خلال هذه الفترة، من 1793-1794، ألّف عَملَهُ الأكثر شهرة (رسم تخطيطي لصورة تاريخية لتقدم العقل البشري). كما وكتب لابنته الصغيرة.
بينما كان الماركيز مختبئًا، قدمت زوجته طلبًا للطلاق، بموافقته السرية، وبقيت علاقتهما قوية ولكن بسبب القوانين التي تسمح للحكومة بمصادرة ممتلكات المواطنين المحظورين، فقد مكّن الطلاق زوجته وابنته من الاحتفاظ بممتلكات العائلة.
فقد ماركيز أعصابه بسماعه لحملة اعتقال قادمة، ولاذ بالفرار من سطح منزل صديقه، معتقدًا أن أمره قد كُشف. واقترب من المنزل الريفي لعائلة سوارد على أمل أن يؤووه، ولكن عائلة سوارد رفضت أن تأويه مدعية أن صبيًا مناضلًا في منزلهم قد يخون كوندورسيه. كتبت السيدة سوارد، التي كانت على علاقة حب مع الذي يدعى كوندروسيه وقد تبادلا الرسائل لسنوات عديدة، كتبت بعد ذلك بلهجة عاطفية (ربما زورًا، حيث كانت مستاءة منه منذ زواجه من صوفي) عن ذنبها ورغبتها لو كان بإمكانها حمايته. عُثر عليه بعد ذلك بوقت قصير في حانة على أطراف المدينة. وقام الفلاحون المشبوهون بتسليمه إلى السلطات، وعثر عليه ميتًا بعد الليلة الأولى في السجن.
على الرغم من أنه ربما مات بسبب المعاناة أو بسبب جلطة، أو لأسباب طبيعية أخرى، إلا أن معظم المؤرخين يعتقدون اليوم أنه قد سمم نفسه وربما بمساعدة حبيب شقيقة زوجته كابنيس. ووفقًا لتومالين، فإن صوفي دي كوندورسيه لم تُبلغ بوفاته إلا بعد عدة أشهر.
نشرت مدام دي كوندورسيه آخر أعماله بعد وفاته، بدءًا من المخططات أو الرسوم التقريبية في عام 1795.

## الترجمات وإحياء الصالونات الأدبية
أصبحت صوفي دي كوندورسيه مفلسة بسبب نفي زوجها ووفاته التي حصلت قبل طلاقهما. اضطرتها ظروفها المالية لإعالة نفسها وابنتها إليزا البالغة من العمر أربع سنوات فقط، وكذلك شقيقتها الصغرى شارلوت دي غروشي إلى فتح متجر للعيش، ووضع أعمالها جانبًا في الكتابة والترجمة.
بعد نهاية عهد إرهاب اليعاقبة وبعد بضعة أشهر من السنة الثانية من الثرميدور (يوليو 1794)، نشرت دي كوندورسيه ترجمة لنظرية آدم سميث في المشاعر الأخلاقية (1759) في عام 1798، مضيفة ثماني رسائل، رسائل التعاطف، تعليقًا على هذا العمل. أصبحت هذه الترجمة الفرنسية الموحدة للقرنين التاليين. جرى تجاهل رسائل التعاطف الثمانية لدي كوندورسيه من قبل مؤرخي الفكر الاقتصادي، وترجمت مؤخرًا إلى اللغة الإنكليزية (براون، 2008). في عام 1799، خططت دي كوندورسيه لنشر مدونة زوجها للأكاديميين، وتمكنت أخيرًا من إعادة إحياء صالونها الأدبي في المنزل السابق لمضيفة صالون أدبي آخر مدام هيلفيتيوس في أوتيويل.
عملت دي كوندورسيه مع زوج أختها الفيلسوف والطبيب بيبر جون جورج كابانيس (الذي تزوج أختها شارلوت في وقت ما بين 1794و1800)، ومع جوزيف غارات لنشر أعمال زوجها الكاملة في 21 مجلدًا بين عامي 1801 و1804 وقد تمسكت حتى النهاية بآراء زوجها السياسية، وفي ظل القنصلية والإمبراطورية، أصبح صالونها الأدبي ملتقى لمعارضي النظام الاستبدادي، نَجت صوفي دي كوندورسيه من الثورة الفرنسية، وعصر نابليون، لتشهد عملية الإحياء في ظل استعادة الـ بوربون.

## الحياة خلال نظام نابليون
ظلت دي كوندورسيه نشطة كمضيفة صالون أدبي، وفي أثناء ترويج الآراء السياسية لزوجها الراحل، توفيت صوفي دي كوندورسيه في باريس في الثامن من سبتمبر عام 1822. كانت مصممة على الحفاظ على ذكرى كوندورسيه من خلال أعماله حتى النهاية، وكانت تستعد لإصدار طبعة جديدة.

## إليزا كوندروسيه أوكونور
كان لدى كوندورسيه ابنة واحدة تدعى ألكسندرين لويز صوفي دي كاريتات دي كوندورسيه (1790/1-1859) والتي كانت تسمى إليزا (أو ليزا أواليسا) لفترة قصيرة. نجت لتتزوج في الرابع من يوليو عام 1807 من ثوري إيرلمدي منفي، آرثر اوكونور (1763/5-1825)، الذي ولد في ميتشلستون في مقاطعة كورك. في الرابع والأربعين من عمره (أكثر من ضعف عمرها)، إذ كان عمره تقريبًا كعمر والدتها.
دُعي لاحقًا بالجنرال كوندورسيه اوكونور، وكانت له وقفة مع نابليون. بمصادفة غريبة، كان عم أم إليزا غروشي قد قاد قوات الجيش في الغزو الفاشل لإيرلندا عام 1796-1797.
انصبت جهود إليزا وآرثر كوندروسيه أوكونور على المكان الذي توقفت فيه والدة إليزا. وقاما بنشر أعمال والد إليزا في اثني عشر مجلدًا في عامي 1847-1849. كان لدى إليزا وآرثر خمسة أطفال من بينهم ثلاثة أبناء، ماتوا جميعًا قبل والدهم في عام 1852. تزوج ابن واحد فقط وهو دانيال (1810-1851) تاركًا أجيالًا قادمة وراءه.
أطفال آرثر أوكونور وأواليسا دي كوندروسيه
- دانيال أوكونور (1810-1851) تزوج عام 1843 من أرنستين دوفال دو فرافيل (1820-1877) والتي توفيت في كان[17] وكان لديه ولدين، آرثر آوكونور، وفرناندو أوكونورز.[18] خدم آرثر في الجيش الفرنسي، وتزوج وأنجب ابنتين. كانت الابنة الكبرى لآرثر بريجيت أوكونور (1880-1948) والدة الشاعر الفرنسي باتريس دي لاتور دو بين (1911-1975). وكان لدى ابنة آرثر الصغرى العديد من الأحفاد من كل أبنائها.
  - آرثر أوكونور (1844-1909) تزوج عام 1878 من مارغريت دي غاني (1859-1940)، ولديه ابنتين.
    - إليزابيث أوكونور، تدعى جين من قبل عمها فرناند،[19] وتزوجت ألكساندر دي لا تالوت.
    - وبريجيت إيميلي فرناند أوكونور (1880-1948) تزوجت عام 1904 من الكومت (رين توماس إيرنست) فرانسوس دي لا تور دو بين (1878-1914) الذي قُتل في معركة مارن. ولديه ولدان وابنة واحدة هم:
      - إيمار دي لا تور دو بين. ماركيز دي لا تور دو بين شامبلي (1906-1979) وتزوج من ماكسيميليان دي كروي (1909-2001) ولديه ذرية.
      - باتريس دي إت تور دو بين (1911-1975)، والذي تزوج ولديه ذرية.
      - فيليز دي لا تور دو بين

  - فيرناند أوكونور (1847-1905) الذي كان لواء عامًا وخدم في أفريقيا. وكان فارس وسام جوقة الشرف.
- بالإضافة إلى ولدين آخرين، وابنتين.

خدم أحفاد دانيال كضباط في الجيش الفرنسي. وفقًا لكليفورد دي كونر (كاتب سيرة آرثر اوكونور)، فإن أحفاد أوكونور ما زالوا يعيشون في شاتو دي بينون.